# Katolicki Uniwersytet Ludowy w Krzyżanowicach

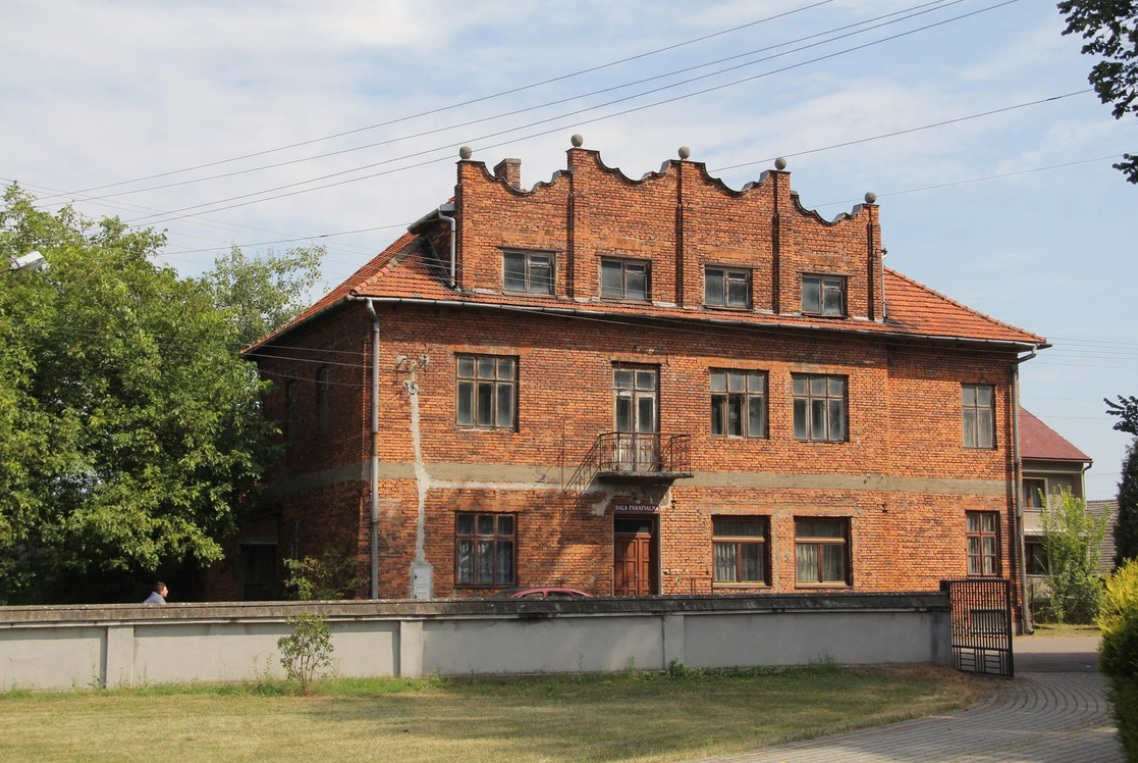
Katolicki Uniwersytet Ludowy w Krzyżanowicach

Katolicki Uniwersytet Ludowy w Krzyżanowicach – uniwersytet ludowy działający w latach 1938–1939  nastawiony głównie na kształcenie młodzieży wiejskiej w duchu wiary i patriotyzmu.

## Pomysł utworzenia uniwersytetu ludowego
Myśl utworzenia Katolickiego Uniwersytetu Ludowego na terenie diecezji tarnowskiej podjęła Akcja Katolicka przed rokiem 1938. W komunikacie podanym na wiosnę tegoż roku poinformowano, że „od długiego czasu omawiany projekt utworzenia Katolickiego Uniwersytetu Ludowego na terenie naszej diecezji obecnie przybiera realne kształty”. Celem tego uniwersytetu byłoby „krzewienie zdrowej wiedzy, oświaty i  kultury, który by budził wieś do apostolskiego boju o naprawę dusz, do wytężonej pracy obywatelskiej dla własnego państwa i do szlachetnej walki o poprawę jej gospodarczego bytu”. Tego samego roku powiadomiono, że „w Krzyżanowicach koło Bochni buduje się gmach Katolickiego Uniwersytetu Ludowego i że już w  bieżącym roku rozpoczną się tam studia, których celem będzie dać młodzieży wiejskiej ogólne wykształcenie ze specjalnym uwzględnieniem jej zainteresowań, wyrobić zdrowy światopogląd, wyrzeźbić prawe charaktery, obudzić zamiłowanie do stanu i zawodu rolnika, nauczyć pracować dla chwały Bożej, na pożytek osobisty, narodu i państwa”. Powiadomiono, że nauka będzie trwała kilka miesięcy, a młodzież po tych studiach powróci na wieś do pracy na roli.

## Początki Uniwersytetu
Przypadającą 30 października 1938 roku doroczną uroczystość Chrystusa Króla postanowiono wykorzystać do rozpropagowania sprawy Katolickiego Uniwersytetu Ludowego. W tym celu bp Lisowski wydał specjalną odezwę, wzywającą diecezjan do udzielenia poparcia moralnego i materialnego temu dziełu. W liście pasterskim do duchowieństwa i wiernych pisał, że poświęcenie gmachu uniwersytetu i rozpoczęcie studiów nastąpi 27 listopada 1938 roku, a jego celem będzie „usprawnienie wychowanków do pełnienia obowiązków rodzinnych, zawodowych, gromadzkich i państwowych oraz wprowadzenie ich w dorobek kultury narodowej i krzewienie zamiłowania do oświaty”. Dyrektorem uczelni bp Lisowski mianował ks. Władysława Lesiaka, sekretarza generalnego KSMM. Otwarcie Katolickiego Uniwersytetu Ludowego w  Krzyżanowicach obwieszczały dwa wydarzenia. Jednym było formalne podpisanie przez biskupa ordynariusza dekretu erekcyjnego 18 listopada 1938 roku, a drugim uroczysta inauguracja w niedzielę, 27 listopada 1938 roku. W dniu otwarcia uroczystą sumę odprawił bp Franciszek Lisowski, zaś kazanie o potrzebie tego rodzaju instytucji dla diecezji wygłosił bp Edward Komar. Po sumie odbyło się poświęcenie gmachu i inauguracja studiów. Złożyły się na nią przemówienia przedstawicieli władz i organizacji oraz prelekcja pt. „Rola Katolickiego Uniwersytetu Ludowego w życiu wsi współczesnej”, wygłoszona przez ks. Lesiaka. Dzieło to mogło powstać dzięki poparciu – tak pod względem moralnym, jak i finansowym – biskupa ordynariusza Franciszka Lisowskiego. Następnie wielkie zasługi położył ks. Wojciech Biernat, proboszcz w Krzyżanowicach, który w sierpniu 1938 roku podjął się przebudowy i powiększenia istniejącego domu parafialnego, aby tam mógł być zlokalizowany uniwersytet. Głównym organizatorem tej placówki był ks. Władysław Lesiak, sekretarz generalny Katolickiego Stowarzyszenia Młodzieży Męskiej. Profesorami uczelni biskup mianował Bronisława Bosowskiego oraz Stanisława Kobylskiego.

## Cel działalności oraz program nauczania Katolickiego Uniwersytetu Ludowego
Z zachowanej na piśmie wypowiedzi księdza dyrektora Lesiaka wynika, że celem działalności utworzonej placówki było wychowanie nowego pokolenia młodzieży wiejskiej, które by w oparciu o katolickie zasady potrafiło wziąć czynny udział we wszystkich przejawach życia współczesnej wsi oraz przygotowanie dzielnych przewodników, pracujących w  myśl zasad Akcji Katolickiej dla dobra Kościoła oraz narodu polskiego. Do tego celu dążył Katolicki Uniwersytet Ludowy w Krzyżanowicach poprzez odpowiednie ustawienie programu nauczania i wychowania – przy czym większy nacisk położony był na stronę wychowawczą. Strukturę organizacyjną uczelni określał statut, nadany i zatwierdzony przez bp. Franciszka Lisowskiego na wiosnę 1939 roku. Władze uniwersytetu stanowili: Biskup Ordynariusz, Rada Uniwersytetu i Dyrektor. Ordynariusz diecezji miał prawo zatwierdzania programu nauczania, wizytacji uczelni i mianowania Dyrektora. Radę Uniwersytetu tworzyli: dyrektor i asystent Diecezjalnego Instytutu Akcji Katolickiej, miejscowy proboszcz oraz dyrektor uczelni. Do zadań Rady należało: troszczyć się o materialne zabezpieczenie uczelni, czuwać nad kierunkiem wychowania, pomagać dyrekcji w organizowaniu różnych zajęć, starać się o odpowiedni dobór sił nauczycielskich. Wreszcie dyrektor miał za zadanie kierować bezpośrednio całą uczelnią, reprezentować ją na zewnątrz, zarządzać majątkiem (w porozumieniu z Radą) oraz przyjmować i zwalniać profesorów.
Ks. Władysław Lesiak, jako kierownik ustalił następujące kryteria doboru kandydatów na Katolicki Uniwersytet Ludowy:
- wiek: 18–22 lat (pierwszeństwo miały osoby z odbytą służbą wojskową)
- pokazanie się kandydata w dotychczasowej pracy oświatowej od strony właściwości przodujących
- wybijająca się działalność osobista, w szczególności: opanowanie techniki dostępu do wyższej kultury (łatwość czytania i  pisania), zdolność do skupienia, rozbudzone życie duchowe, skorzystanie z  poprzedniej pracy oświatowej
- przynależność do katolickiej organizacji
- uzasadnienie zasadniczego planu życia w odniesieniu do zawodu (uczniowie Uniwersytetu Ludowego nie mogą go uważać za czynnik ułatwiający im ucieczkę z dotychczasowego środowiska wiejskiego do inteligenckiego w mieście)[6]

Program nauczania obejmował 384 godziny wykładowe z zakresu: historii Kościoła, historii powszechnej, historii warstwy chłopskiej, języka ojczystego, katolickiej nauki społecznej, ekonomii, techniki pracy organizacyjnej, księgowości, przyrody, anatomii, higieny, geografii, nauki o gospodarstwie wiejskim, zagadnień społecznych i religijnych. Obok tych wykładów, przewidzianych przez statut Katolickiego Uniwersytetu Ludowego, studium obejmowało też: egzegezę encyklik społecznych, socjologię i muzykę. W sumie tygodniowo słuchacze mieli 35 godzin zajęć, obok praktyk religijnych, takich jak codzienna Msza św. i  wieczorna konferencja. Wybuch II wojny światowej spowodował, że Katolicki Uniwersytet Ludowy w Krzyżanowicach funkcjonował zaledwie niepełny rok, ale udało się w tym czasie odbyć dwa kursy, w których wzięło udział 48 wychowanków.

## Gmach Katolickiego Uniwersytetu Ludowego po II wojnie światowej
Budynek dawnego Uniwersytetu Ludowego w Krzyżanowicach początkowo służył za Dom sieroty wojennego dla dzieci, których rodzice zginęli podczas II wojny światowej (do 1963 roku). Następnie działała tam szkoła podstawowa. Obecnie do użytku pozostaje tylko jedno pomieszczenie, które pełni rolę sali parafialnej.